# India az 1988. évi téli olimpiai játékokon
India a kanadai Calgaryban megrendezett 1988. évi téli olimpiai játékok egyik részt vevő nemzete volt. Az országot az olimpián 1 sportágban 3 sportoló képviselte, akik érmet nem szereztek.

## Alpesisí
Férfi
| Versenyző        | Versenyszám | 1. futam | 1. futam | 2. futam | 2. futam | Összesítés | Összesítés |
| Versenyző        | Versenyszám | Idő      | Hely.    | Idő      | Hely.    | Idő        | Helyezés   |
| ---------------- | ----------- | -------- | -------- | -------- | -------- | ---------- | ---------- |
| Gul Dev          | Műlesiklás  | kizárták | kizárták | kiesett  | kiesett  | kiesett    | kiesett    |
| Kisor Rahtna Rai | Műlesiklás  | 1:31,42  | 62.      | 1:20,79  | 50.      | 2:52,21    | 49.        |

Női
| Versenyző       | Versenyszám | 1. futam | 1. futam | 2. futam | 2. futam | Összesítés | Összesítés |
| Versenyző       | Versenyszám | Idő      | Hely.    | Idő      | Hely.    | Idő        | Helyezés   |
| --------------- | ----------- | -------- | -------- | -------- | -------- | ---------- | ---------- |
| Sailádzsa Kumár | Műlesiklás  | 1:26,98  | 40.      | 1:25,29  | 28.      | 2:52,27    | 28.        |